# Agape
Agape (altgriechisch ἀγάπη agápē) ist ein neutestamentliches und christliches Wort für die göttliche Liebe.

## Wortbedeutung und biblischer Sprachgebrauch
Agape ist ein griechisches Wort für Liebe, welches durch das Neue Testament auch außerhalb des Griechischen zum festen Begriff geworden ist. Das Substantiv Agape bezeichnet eine göttliche oder von Gott inspirierte uneigennützige Liebe, insbesondere auch die gegenseitige Liebe der Christen; das Verb wird vereinzelt auch außerhalb dieser Beziehungen verwendet, teils auch kritisch. Die Unterscheidung verschiedener Arten menschlicher Liebe durch Wörter wie Eros, Storge und Philia (siehe Abschnitt Liebesbegriffe in der Antike des Artikels Liebe) wird nicht gemacht. An keiner Stelle findet sich im Neuen Testament eine Geringschätzung der Philia gegenüber der Agape.
Im hebräischen Alten Testament gibt es nur eine Wortwurzel, ahab (hebr. אהב), für sehr verschiedene Arten von Liebe. Sie wird gleichermaßen für die Liebe Gottes (Jer 31,3 ), die Liebe zu Gott (Dtn 6,5 ), die Liebe zum Mitmenschen (Lev 19,18 ), die Freundesliebe (2 Sam 1,26 ), die Liebe zwischen den Geschlechtern (Gen 29,20 ), die Sexualität (Spr 7,18 ), die Liebe zum Geld (Koh 5,9 ) und die Liebe zur Nichtigkeit (Ps 4,3 ) verwendet. In der Septuaginta, der griechischen Übersetzung des Alten Testamentes, wird ahab in den meisten Fällen mit Agape übersetzt. Agape deckt dort also einen breiten Bereich von Bedeutungen ab, darunter auch solche, die im Kontext eindeutig missbilligt werden.
Das griechische Neue Testament übernimmt den Sprachgebrauch der Septuaginta. So ist auch dort die Wortwurzel Agape (als Verb oder Substantiv) die weitaus häufigste für Liebe; deutlich seltener findet man Philia (als Verb oder in Zusammensetzungen, jedoch nur einmal als alleinstehendes Substantiv). Der Unterschied zwischen den Wurzeln Agape und Philia ist nicht immer deutlich: So werden die Christen davor gewarnt, die Welt zu lieben (1 Joh 2,15 ; agapao), und für die Liebe Gottes, des Vaters, zum Sohn (Joh 5,20 ) wird das Verb phileo benutzt. Uneinheitlich ist der Wortgebrauch bei der Wiedereinsetzung des Petrus ins Hirtenamt (Joh 21,15–19 ), wo Jesus dreimal fragt, ob Petrus ihn liebe (zweimal agapao, einmal phileo) und Petrus das dreimal bejaht (dreimal phileo), ohne dass der Eindruck entsteht, die Antworten hätten nicht zur Frage gepasst. Augustinus schließt daraus auf die weitgehende Gleichwertigkeit der beiden Begriffe. Dabei benutzt er den lateinischen Sprachgebrauch der Vulgata, für Agape das lateinische Verb diligere und die Substantive caritas und dilectio; für Philia meist amare/amor.
Ein weiterer Unterschied zwischen Agape und Philia liegt darin, dass Agape eine willentliche Entscheidung aus der Wertschätzung heraus ist, die jedem gebührt, während Philia sich auf Menschen richtet, mit denen man besonders verbunden sein möchte. Deswegen kann zu Agape (Liebe zum Mitmenschen wie zu sich selbst und zu Gott) aufgefordert werden, zu Philia nicht. Der Wechsel der Bezeichnung im Gespräch Jesu mit Petrus wäre dann, nachdem das Thema Agape geklärt ist, eine Steigerung und nicht eine Abschwächung, wie es zunächst den Anschein hat.

## Agape als Gottesliebe
Im Alten Testament existiert auch schon das Motiv der Liebe, aber noch nicht im Sinne der Agape: Sie befindet sich gleichsam in einem entstehenden Stadium. Die Liebe Gottes erscheint in der Gestalt einer schenkenden Güte (1 Chr 16,34 ), gegenseitigen Treue (Mi 7,20 ), nachsichtigen Barmherzigkeit (Jes 54,10 ) und wohlwollenden Gnade (Ps 86,15 ).
Im Neuen Testament vermittelt das Wort Agape – mit Ausnahme des Wortes als Synonym für die Liebesmahlfeier – Gottes reine Liebe: Agape ist eine bedingungslose, einseitige, befreiende und auf andere zentrierte Liebe. Es ist ein Offenbarungswort: Ein verschlossenes und heiliges Wort (verbum arcanum), das – durch den Heiligen Geist geprägt – sich allein im Glauben erschließen kann. In seinem Brief an die Epheser schreibt Paulus von Tarsus († 65), dass die Agape Christi die Erkenntnis übertrifft (Eph 3,19 ).
Liebe ist nach Paulus die höchste der drei christlichen Tugenden: Glaube, Hoffnung und Liebe (1 Kor 13,13 ). Agape ist jedoch die interessenlose Liebe, die sogar ihre Feinde liebt Mt 5,44  auf der Grundlage der Liebe Gottes zu den Menschen, die er liebte, als sie „noch seine Feinde waren“ Röm 5,10 . Man vergleiche dazu die Worte Jesu am Kreuz: „Herr, vergib ihnen, denn sie wissen nicht was sie tun.“ In 1 Kor 13,1–13 , dem Hohenlied der Liebe, gibt Paulus eine ausführliche Charakterisierung der Agape.
Der griechische Philosoph Plotin (205–270) verwendete den Begriff Agape für die herabsteigende Liebe: Ein vom Subjekt ausgehendes freies Tun, wodurch das Geringere erhöht wird, während die emporstrebende Liebe als Eros ein Zustand des Bestimmtseins ist durch etwas, was nicht vom Subjekt ausgeht, und der Drang nach diesem etwas.
Agape bedeutet nicht jene Art der Liebe, die im deutschen Sprachgebrauch üblicherweise mit dem Begriff Liebe verbunden wird, sondern vielmehr eine spirituelle und metaphysische Verbindung zwischen Menschen. Bei Agape handelt es sich nicht um (exklusive) partnerschaftliche Liebe, sondern um eine (inklusive) gemeinschaftliche Liebe. Diese Liebe kann auch die brüderliche Zurechtweisung beinhalten, zu der die Gläubigen nach römisch-katholischem Verständnis verpflichtet sind. Für den emeritierten Papst Benedikt XVI. war Agape auch eine Bezeichnung für das Sakrament der Heiligen Eucharistie. Benedikt XVI. beschäftigte sich in seiner ersten Enzyklika Deus caritas est eingehend mit dem Thema einer selbstlosen Liebe.

## Agape als Liebesmahlfeier
Agape war ein brüderliches Mahl mit liturgischem Charakter. Im Verlauf der Liebesmahlfeier wurde die Eucharistie zelebriert. Dieser Brauch soll schon im 1. Jahrhundert bestanden haben; er wird im Brief des Judas genannt (Judas 12 ). Entwickelt hatte sich die Liebesmahlfeier aus den Festmahlen der Christen in Korinth. Erwähnung findet das gemeinsame Mahl schon in der Apostelgeschichte des Lukas bei der Beschreibung der Urgemeinde in Jerusalem (Apg 2,46 ).
In der frühen Kirche war die Agape ein Synonym für die Eucharistie. Hierbei brachten die Christen Lebensmittel und Wein mit, die gesegnet und dann gemeinsam verzehrt wurden. Damit erfüllte die Agape neben dem Ritus auch eine karitative Aufgabe.
So kritisierte Paulus im 1. Korintherbrief die Gewohnheit von Mitgliedern der Gemeinde, zur Liebesmahlfeier die selbst mitgebrachten Lebensmittel zu essen und nicht mit den andern zu teilen (1 Kor 11,20-22 ). Dadurch wurden Unterschiede zwischen den Gemeindemitgliedern deutlich sichtbar in die Gemeinschaft hineingetragen: Die Gemeinde sah sich ursprünglich in der Agape und im Herrenmahl als ein Fleisch, weil sie von dem einen Brot, dem Leib Jesu Christi, gegessen hatte. Gleichwohl ist die Liebesmahlfeier – im Gegensatz zum Opfermahl – keine Urform der Eucharistie. Weil das Mahl häufig ausartete (2 Petr 2,13 ), kam es im 4. Jahrhundert zu einem Verbot dieser Feierlichkeit.
Zeitgenössisch bezeichnet Agape weiterhin das Letzte Abendmahl (Liebesmahl), das Jesus am Vorabend seines Kreuzestodes mit den Jüngern feierte und dessen wiederholten Vollzug zu seinem Gedenken er der Nachwelt aufgetragen hat. In katholischen und evangelischen Gemeinden ist „Agape“ oder „Agapefeier“ deshalb die Bezeichnung eines gemeinsamen Mahles in einem Gottesdienst. In der orthodoxen Kirche heißt eine ähnliche Feier Artoklasia.